# Drepanulatrix hulstii
Drepanulatrix hulstii är en fjärilsart som beskrevs av Dyar 1901. Drepanulatrix hulstii ingår i släktet Drepanulatrix och familjen mätare. Inga underarter finns listade i Catalogue of Life.